# William Percival Johnson
William Percival Johnson (Ilha de Wight, 12 de março de 1854 - Tanganica, outubro de 1928) foi um missionário anglicano na África.

## Biografia
Nascido em St. Helens, Ilha de Wight, filho de um advogado local, William Percival Johnson pretendia inicialmente seguir carreira no Serviço Civil Indiano. Educado no University College, Oxford, estabeleceu uma estreita amizade com Chauncy Majors (posteriormente o segundo bispo de Niassalândia) e, como ele, foi despertado pela visita do Bispo Edward Steere a Oxford em setembro de 1874 e seu apelo por voluntários em nome da Missão das Universidades na África Central (UMCA).
Chegou a Zanzibar em 1876, alguns meses depois de seu amigo íntimo Maples. Em 1878, foi ordenado padre e responsável em Mbweni, no atual Malawi. Em 1881, iniciou seu trabalho missionário no Lago Niassa. Poucos anos depois, ficou cego devido a um grave ataque de oftalmia e recuperou apenas a visão parcial de um olho após uma cirurgia em Londres. Apesar disso, empreendeu o estudo de línguas africanas e dedicou-se à tarefa monumental de traduzir a Bíblia e outros textos religiosos, incluindo o Livro de Oração Comum, O Progresso do Peregrino e uma história de Maomé. Suas traduções são a primeira literatura escrita em diversas línguas africanas.
Em 1880, durante um dos muitos ataques de doença, foi tratado em Cabo Maclear pelo missionário presbiteriano escocês Robert Laws. Apesar das diferenças teológicas entre eles, uma amizade se desenvolveu e durou até a morte de Johnson. Laws referia-se a Johnson como o Apóstolo do Lago (ou seja, Niassa), indicando tanto seu trabalho missionário pioneiro quanto suas viagens incansáveis. 
Como missionário, entrou em desacordo com uma sucessão de bispos sobre sua ideia de usar navios a vapor para pregações itinerantes. Apesar das objeções deles, conseguiu lançar dois navios no Niassa, um dos quais serviu por um tempo como faculdade de teologia. Foi nomeado arquidiácono de Niassa em 1896. Johnson, que permaneceu solteiro durante toda a vida, tinha um estilo de vida ascético e uma preocupação em não impor a cultura europeia desnecessariamente à igreja africana. Ele recebeu o título honorário de Doutor em Divindade de Oxford em 1911, em reconhecimento por seu trabalho missionário e linguístico, além de uma bolsa honorária. Perto do fim de sua vida, publicou dois livros sobre a história inicial da Niassalândia.
Johnson fez diversos trabalhos, dentre eles o mais reconhecido foi por traduzir a bíblia para a língua nianja. Também é responsável por coletar coleções de plantas do Malawi e do sul da África, atualmente no Museu de História Natural.